# Меунаргия, Валерьян Германович
Валерьян Германович Меунаргия — советский хозяйственный, государственный и политический деятель, Герой Социалистического Труда.

## Биография
Родился в 1941 году в крестьянской семье грузина и кубанской казачки. Член КПСС с 1969 года.
С 1955 года — на хозяйственной, общественной и политической работе. В 1955—2000 гг. — рабочий совхоза, в Советской Армии, механизатор, механик-водитель чаесборочной машины Ингирского чайного совхоза Зугдидского района Грузинской ССР.
Указом Президиума Верховного Совета СССР от 10 февраля 1975 года присвоено звание Героя Социалистического Труда с вручением ордена Ленина и золотой медали «Серп и Молот».
Избирался депутатом Верховного Совета СССР 9-го, 10-го и 11-го созывов.